# Tribunal especial para Sierra Leona
Tribunal Especial para Sierra Leona (SCSL por sus siglas en inglés Special Court for Sierra Leone) fue un tribunal establecido en consecuencia a las violaciones al derecho internacional humanitario y a las leyes de Sierra Leona, cometidas a partir del 30 de noviembre de 1996 en el territorio de dicho país, y en vista a la entonces prevaleciente situación de impunidad.

## Objetivos
• Proceder legalmente en contra de los mayores responsables por los crímenes establecidos en los artículos 2, 3 y 4 del Estatuto del Tribunal.

## Jurisdicción
Los crímenes bajo su jurisdicción fueron los siguientes:
- Crímenes de lesa humanidad
- Crímenes bajo el derecho de Sierra Leona
- Violaciones de las Convenciones de Ginebra
- Violaciones del derecho internacional

## Estructura
La judicatura se componía de 11 jueces, siete de ellos internacionales (elegidos por la ONU) y cuatro nacionales (escogidos por el gobierno)

## Salas
a) Sala de Apelaciones:
| Nombre              | País           | Cargo          |
| ------------------- | -------------- | -------------- |
| Jon Kamanda         | Sierra Leona   | Presidente     |
| Emmanuel Ayoola     | Nigeria        | Vicepresidente |
| George Gelaga King  | Sierra Leona   | Magistrado     |
| Renate Winter       | Austria        | Magistrado     |
| Shireen Avis Fisher | Estados Unidos | Magistrado     |

b) Sala de Primera Instancia I:
| Nombre                       | País         | Cargo      |
| ---------------------------- | ------------ | ---------- |
| Pierre G. Boutet             | Canadá       | Presidente |
| Rosolu John Bankole Thompson | Sierra Leone | Magistrado |
| Benjamin Mutanga Itoe        | Camerún      | Magistrado |

c) Sala de Primera Instancia II:
| Nombre              | País        | Cargo      |
| ------------------- | ----------- | ---------- |
| Teresa Doherty      | Reino Unido | Presidente |
| Richard Lussick     | Samoa       | Magistrado |
| Julia Sebutinde     | Uganda      | Magistrado |
| El Hadji Malick Sow | Senegal     | Suplente   |

## Fiscalía

### El Registro
a) Administración del Tribunal
- Unidad de registro y archivos del tribunal.
- Librería.
- Unidad de Soporte del Tribunal.
- Unidad de Idiomas.
- Unidad de Reporteros del Tribunal.

b) Divulgación y Relaciones Públicas

## Acusaciones
En total hubo trece acusaciones: nueve condenas, una absolución y dos retiradas por la muerte de los acusados. 

## Defensa
Elegida por el primer tribunal exceptuando al Jefe de Defensa, designado por el Secretario General de la ONU en aquel momento, Koffi Annan.

## Imputados[8]
- Sam Bockarie inimputable por muerte
- Foday Sankoh muerto en medio de su proceso judicial
- Alex Tamba Brima muerto (condenado)
- Charles Taylor condenado
- Issa Sesay
- Morris Kallon
- Augustine Gbao

## Disolución
Tras imputar a las personas que tuvieron la mayor responsabilidad en las violaciones del derecho internacional humanitario, el tribunal se disolvió, siendo reemplazado por el Tribunal Residual de Sierra Leona que se encargó de las tareas menores restantes.